# Domiziana
Domiziana Helga Gibbels (* 9. April 1997 in Freiburg im Breisgau) ist eine deutsch-italienische Musikerin.

## Leben und Karriere
Domiziana Gibbels ist die Tochter eines Berliners und einer Sizilianerin. Sie verbrachte ihre Kindheit zunächst in Freiburg im Breisgau. Ihre Eltern sind Weinhändler, die Mutter betrieb Leistungssport. Domiziana wurde im Kunstturnen ausgebildet und betrieb Leichtathletik im Verein. Als Kind spielte sie außerdem Geige. Als sie sieben Jahre alt war, zogen die Eltern mit ihr und ihrer jüngeren Schwester nach Catania auf Sizilien, wo sie eine katholische Schule besuchte. Zehn Jahre später zog die Familie aus geschäftlichen Gründen nach Berlin, wo Domiziana seither lebt. Bereits in Italien fand sie Anschluss an Fangemeinden von One Direction und Lady Gaga. Nach dem Abitur in Berlin begann sie ein Jurastudium, das sie innerhalb der Regelstudienzeit mit dem Bachelor of Laws abschloss.
Mit dem Produzenten Jan Paul Olthoff alias Replay Okay nahm sie im November 2021 das Lied Ohne Benzin auf, dessen Text sie selbst verfasste. Es handelt sich um ihren ersten deutschsprachigen Liedtext. Im Februar 2022 unterschrieb sie einen Plattenvertrag bei dem Musiklabel Four Music. Am 4. März 2022 wurde Ohne Benzin als erste Single der Künstlerin veröffentlicht. Ein Musikvideo erschien am selben Tag auf YouTube. Durch Dance-Challenges bei TikTok gewann der Titel an Bekanntheit, wobei dort vor allem die von Domiziana nachträglich erstellte, schnellere „1,1x Speed Version“ verwendet wurde. Ende Mai 2022 stieg der Song auf Platz acht in die deutschen Singlecharts ein und hielt sich viele Wochen unter den Top Ten; ab 17. Juni 2022 stand das Lied für eine Woche auf Platz eins. Im Juli 2022 veröffentlichte Domiziana zusammen mit dem italienischen Rapper Guè eine italienische Version des Stücks unter dem Titel Senza Benzina. Am 12. August 2022 erschien mit Only Fans die zweite Single von Domiziana. Ein Musikvideo wurde am selben Tag auf YouTube veröffentlicht. In Zusammenarbeit mit Replay Okay und dem deutschen Rapper Ski Aggu erfolgte am 3. November 2022 die Veröffentlichung der Single Tour de Berlin.
Im März 2023 erfolgte die Veröffentlichung der Single Auf die Party von Badmómzjay, auf der Domiziana auch zu hören ist. Ein Musikvideo wurde zur Single am selben Tag auf YouTube veröffentlicht. Im Mai 2023 veröffentlichte die deutsche Sängerin Paula Hartmann einen Remix ihres Songs Babyblau auf dem Domiziana zu hören ist. Am 2. Juni 2023 erschien mit Hello Kitty / Elfbar ihre dritte Solosingle. Zu dem von Juh-Dee, Young Mesh und Frio produzierten Song wurde ebenfalls ein Musikvideo veröffentlicht. Die Single SOS erschien in Zusammenarbeit mit der deutschen Sängerin Blümchen am 11. August 2023. Eine Woche später erschien der Song Push Up (Pusher Babe) in Zusammenarbeit mit dem französischen DJ Creeds und dem deutschen Rapper Summer Cem. Am 29. November 2024 erschien ihre erste EP Club Inferno.

## Diskografie

### Singles als Leadmusikerin
| Jahr | Titel Album            | Höchstplatzierung, Gesamtwochen, AuszeichnungChartplatzierungen (Jahr, Titel, Album, Platzierungen, Wochen, Auszeichnungen, Anmerkungen) | Höchstplatzierung, Gesamtwochen, AuszeichnungChartplatzierungen (Jahr, Titel, Album, Platzierungen, Wochen, Auszeichnungen, Anmerkungen) | Höchstplatzierung, Gesamtwochen, AuszeichnungChartplatzierungen (Jahr, Titel, Album, Platzierungen, Wochen, Auszeichnungen, Anmerkungen) | Anmerkungen                                            |
| Jahr | Titel Album            | DE | AT | CH | Anmerkungen                                            |
| ---- | ---------------------- | --- | --- | --- | ------------------------------------------------------ |
| 2022 | Ohne Benzin –          | DE1 Platin · (29 Wo.)DE | AT2 Platin · (21 Wo.)AT | CH16 Gold · (12 Wo.)CH | Erstveröffentlichung: 4. März 2022 Verkäufe: + 440.000 |
| 2022 | Only Fans –            | — | — | — | Erstveröffentlichung: 12. August 2022                  |
| 2023 | Hello Kitty / Elfbar – | — | — | — | Erstveröffentlichung: 2. Juni 2023                     |
| 2023 | SOS –                  | DE— aDE | — | — | Erstveröffentlichung: 11. August 2023 feat. Blümchen   |
| 2023 | Amore –                | — | — | — | Erstveröffentlichung: 8. September 2023                |
| 2024 | Katholisch erzogen –   | — | — | — | Erstveröffentlichung: 9. Februar 2024                  |
| 2024 | Malena –               | — | — | — | Erstveröffentlichung: 5. April 2024                    |
| 2024 | Victoria –             | — | — | — | Erstveröffentlichung: 25. Oktober 2024                 |

### Singles als Gastmusikerin
| Jahr | Titel Album                                     | Höchstplatzierung, Gesamtwochen, AuszeichnungChartplatzierungen (Jahr, Titel, Album, Platzierungen, Wochen, Auszeichnungen, Anmerkungen) | Höchstplatzierung, Gesamtwochen, AuszeichnungChartplatzierungen (Jahr, Titel, Album, Platzierungen, Wochen, Auszeichnungen, Anmerkungen) | Höchstplatzierung, Gesamtwochen, AuszeichnungChartplatzierungen (Jahr, Titel, Album, Platzierungen, Wochen, Auszeichnungen, Anmerkungen) | Anmerkungen                                                                   |
| Jahr | Titel Album                                     | DE | AT | CH | Anmerkungen                                                                   |
| ---- | ----------------------------------------------- | --- | --- | --- | ----------------------------------------------------------------------------- |
| 2022 | Tour de Berlin 2022 war Film gewesen            | DE58 (2 Wo.)DE | — | — | Erstveröffentlichung: 3. November 2022 Ski Aggu feat. Domiziana & Replay Okay |
| 2023 | Auf die Party Survival Mode                     | DE5 (18 Wo.)DE | AT16 (5 Wo.)AT | CH77 (1 Wo.)CH | Erstveröffentlichung: 9. März 2023 Badmómzjay feat. Domiziana                 |
| 2023 | Babyblau (Remix) Nie verliebt – Aftershow Edits | — | — | — | Erstveröffentlichung: 26. Mai 2023 Paula Hartmann feat. Domiziana             |
| 2023 | Push Up (Pusher Babe) –                         | — | — | — | Erstveröffentlichung: 18. August 2023 Creeds feat. Summer Cem & Domiziana     |
| 2024 | Warum immer Ich –                               | DE— bDE | — | — | Erstveröffentlichung: 26. April 2024 Souly feat. Domiziana                    |

## Auszeichnungen und Nominierungen

### Nominierungen
- 2022: 1LIVE Krone – Kategorie: Bester Newcomer Act[23]
- 2022: 1LIVE Krone – Kategorie: Bester Alternative Song (für Ohne Benzin)[24]